# The Ballade of Truthful Charles and Other Poems
The Ballade of Truthful Charles and Other Poems – tomik wierszy angielskiego poety i dramaturga Algernona Charlesa Swinburne’a, wydany prywatnie w Londynie w 1910, w rok po śmierci autora. Zawiera tytułowy wiersz The Ballade of Truthful Charles napisany w formie średniowiecznej ballady francuskiej i dziewięć innych utworów, w tym monolog dramatyczny Disgust.